# Kutry desantowe projektu 1176
Kutry desantowe projektu 1176 (typu Akuła) (kod NATO: Ondatra) – seria kutrów desantowych marynarki wojennej ZSRR, a następnie Rosji, budowana od lat 70. XX wieku. Używane także jako statki transportowe. Zbudowano ponad 30 jednostek dla marynarki wojennej, a łącznie ponad 40.

## Projekt i budowa
Kutry desantowe projektu 1176 były następcami wcześniejszych radzieckich kutrów desantowych, zaprojektowanymi do działań samodzielnych, a także dla wyposażenia pierwszych w marynarce ZSRR dużych okrętów desantowych-doków projektu 1174. Okręty projektu 1174, których ostatecznie  powstały trzy jednostki, przenosiły w doku po sześć sztuk kutrów. Planowano także wyposażenie w te kutry nowo projektowanych w latach 80, lecz ostatecznie niezbudowanych śmigłowcowców desantowych-doków projektu 11780.
Kutry projektu 1176, który otrzymał rosyjską nazwę kodową Akuła (rekin), budowane były w Azowskim Zakładzie Budowy Okrętów w Azowie. W kodzie NATO otrzymały oznaczenie Ondatra. Prototypowy okręt D-335, o numerze stoczniowym 4001, zwodowano w 1971 roku. Od 1974 roku podjęto ich produkcję seryjną i do 1990 roku powstały w Azowie okręty o numerach do 4028, co wskazuje na 28 jednostek. Oprócz marynarki ZSRR, dwa zbudowano na początku lat 80. dla Jemenu. Po rozpadzie ZSRR ich budowa zwolniła z powodów finansowych oraz zmniejszonych potrzeb. W latach 1991–2009 zwodowano i ukończono jeszcze osiem kutrów dla marynarki Rosji. Kutry po rozpadzie ZSRR oferowano także do celów transportowych na rynek cywilny lub dla innych służb i ogólna ich produkcja do samego 2000 roku wyniosła ok. 40 sztuk.

## Opis
Kutry proj. 1176 mają stalowy kadłub, w którego rufowej części znajduje się nadbudówka wykonana z lekkiego stopu aluminiowo-magnezowego. Sterówka ma lekkie opancerzenie przeciw pociskom broni strzeleckiej i odłamkom. W dziobowej części kadłub ma opuszczaną rampę załadunkową, a dalej odkrytą platformę do transportu o wymiarach 13,7×3,9 m. Wyporność standardowa kutra wynosi 90 ton, a pełna 107,3 ton. Długość wynosi 24 m, szerokość 6 m, a zanurzenie 1,5 m. Załoga liczy sześć osób.
Napęd stanowią dwa silniki wysokoprężne 3D-12 o mocy łącznej 600 KM. Silniki poruszają dwie otunelowane śruby o stałym skoku. Prędkość maksymalna wynosi 11,5 węzła, a zasięg 330 mil morskich przy prędkości 10 w.
Wyposażenie stanowi radar dozoru ogólnego Mius. Jednostki nie posiadają własnego uzbrojenia.
Kuter może transportować jeden czołg podstawowy lub inny pojazd opancerzony albo dwie ciężarówki lub 20 żołnierzy desantu z wyposażeniem lub maksymalnie 50 ton ładunku. Autonomiczność z desantem wynosiła dwie doby.

## Służba

### ZSRR / Rosja

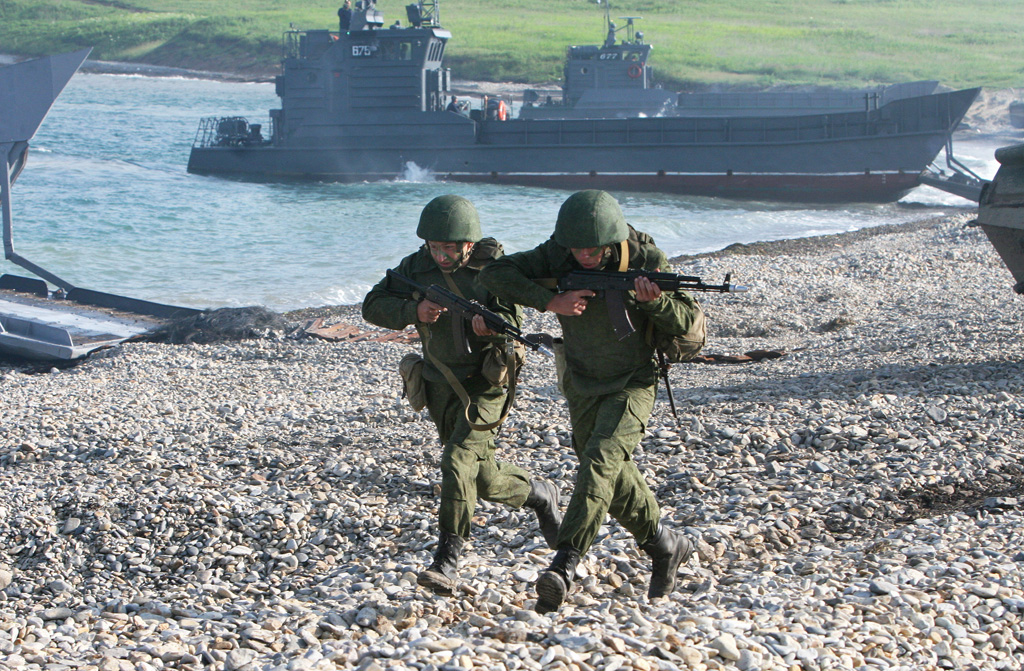
Kutry D-57 i D-70 Floty Oceanu Spokojnego podczas ćwiczeń w 2010

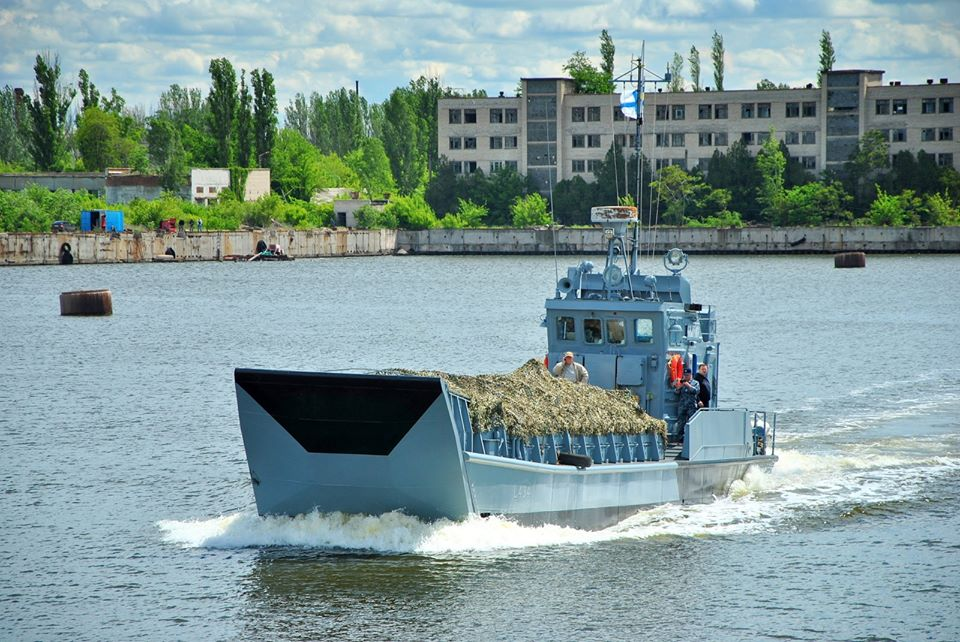
Ukraiński kuter „Swatowe”

W skład Marynarki Wojennej ZSRR weszło od wczesnych lat 70. przynajmniej 21 kutrów (prawdopodobnie 26), z których ostatnie wodowano w 1989 roku. Weszły w skład następujących flot: Flota Bałtycka: D-286, D-444, D-448, D-465, D-705, D-706; Flota Czarnomorska: D-236, D-237, D-263, D-289, D-335, D-393, D-634; Flota Oceanu Spokojnego: D-70, D-282, D-295, D-460, D-704 i Flota Północna: D-280, D-441, D-464 (zestawienie nie obejmuje kilku kutrów).
Po rozpadzie ZSRR wszystkie okręty weszły w skład Marynarki Wojennej Rosji. W 1992 roku podczas ewakuacji bazy w Poti, trzy kutry 39. dywizjonu Floty Czarnomorskiej zatonęły w porcie w Kuliewi koło Poti na skutek zalodzenia. Marynarka Rosji otrzymała także osiem nowych okrętów (w nawiasach daty wodowania), kolejno: D-325 (1991), D-148 (1993), D-365 „Professor Katkow” (1994), D-182 (1996), D-185 (2000), D-163 „Nikołaj Rubcow” (2005), D-57 (2007) i D-106 (2009). W latach 2002–06 rozpoczęto wycofywanie starszych kutrów ze służby.
W 2018 w skład marynarki Rosji wchodziły kutry (w nawiasach numery burtowe):
- Flota Bałtycka: D-325 (766), D-365 „Professor Katkow” (765), D-465 (753);
- Flota Czarnomorska: D-106 (653), D-295 (542);
- Flota Oceanu Spokojnego: D-57 (675), D-70 (677), D-704 (640);
- Flota Północna: D-148 (578), D-163 „Nikołaj Rubcow” (555), D-182 (533), D-464 (590);
- Flotylla Kaspijska: D-185 (642)[6].

Jednostki Floty Czarnomorskiej i być może inne przebazowane tam wzięły udział w inwazji Rosji na Ukrainę. Po ataku bezzałogowych łodzi wybuchowych w nocy na 10 listopada 2023 roku Ukraina doniosła o zatopieniu kutra tego typu wraz z kutrem projektu 11770 u brzegów Krymu, obu przewożących pojazdy opancerzone (informacje te nie zostały obiektywnie zweryfikowane).

### Inne państwa
Dwa okręty sprzedano w styczniu 1983 roku do Jemenu; nosiły numery 13 i 14 i istniały jeszcze na początku XXI wieku.
Kuter D-537 w 1997 roku został przekazany Marynarce Wojennej Ukrainy, gdzie otrzymał nazwę „Wił” (Вил), a od 7 października 1998 roku: „Swatowe” (Сватове) i nosi numery burtowe U-430 i U-763.